# Carl Albrecht Reinhold Baggesen

Carl Baggesen

Carl Albrecht Reinhold Baggesen (* 27. September 1793 in Bern; † 10. März 1873 ebenda) war ein Schweizer Pfarrer.
Er war Sohn des aus Dänemark eingewanderten Jens Immanuel Baggesen und der Sophie von Haller, einer Enkelin Albrecht von Hallers.
Nach einem Theologiestudium an der Akademie von Bern und der Universität Göttingen wurde er 1825 Helfer und 1860 Pfarrer am Berner Münster. Zeitweilig amtierte er als Synodalpräsident der Berner Landeskirche.
Von 1863 bis 1873 war Baggesen Mitglied des Komitees der Evangelischen Gesellschaft des Kantons Bern.